# آرمن‌فیلم
هامو بیک-نازاریان "های‌کینو" استودیو (ارمنی: Համո Բեկնազարյանի «Հայֆիլմ» կինոստուդիան یا آرمن‌فیلم روسی: Арменфильм) یک استودیو فیلم‌سازی ارمنستانی مستقر در شهر ایروان است. این استودیو در تاریخ ۱۶ آوریل ۱۹۲۳ به عنوان بخش تولیدی سازمان سینمای دولتی شوروی با مدیریت دانیل دزنونی تأسیس شد.
آرمن‌فیلم در سال ۲۰۰۵ توسط دولت با شرایط ویژه به سرمایه‌گذار خصوصی فروخته شد.